# قصير الغلالة
قصير الغِلاَلة وتعرف باسم شجرة القارورة (الاسم العلمي: Brachychiton)، هو جنس مكون من 31 نوعًا من الأشجار والشجيرات الكبيرة، مواطنها في أستراليا (مركز تنوعها، مع 30 نوعًا)، وغينيا الجديدة (نوع واحد). تُقدر الحفريات من نيو ساوث ويلز ونيوزيلندا عمرها بخمسين مليون سنة، وهو ما يقابل العصر الباليوجيني.